# Rodzina Simpsonów

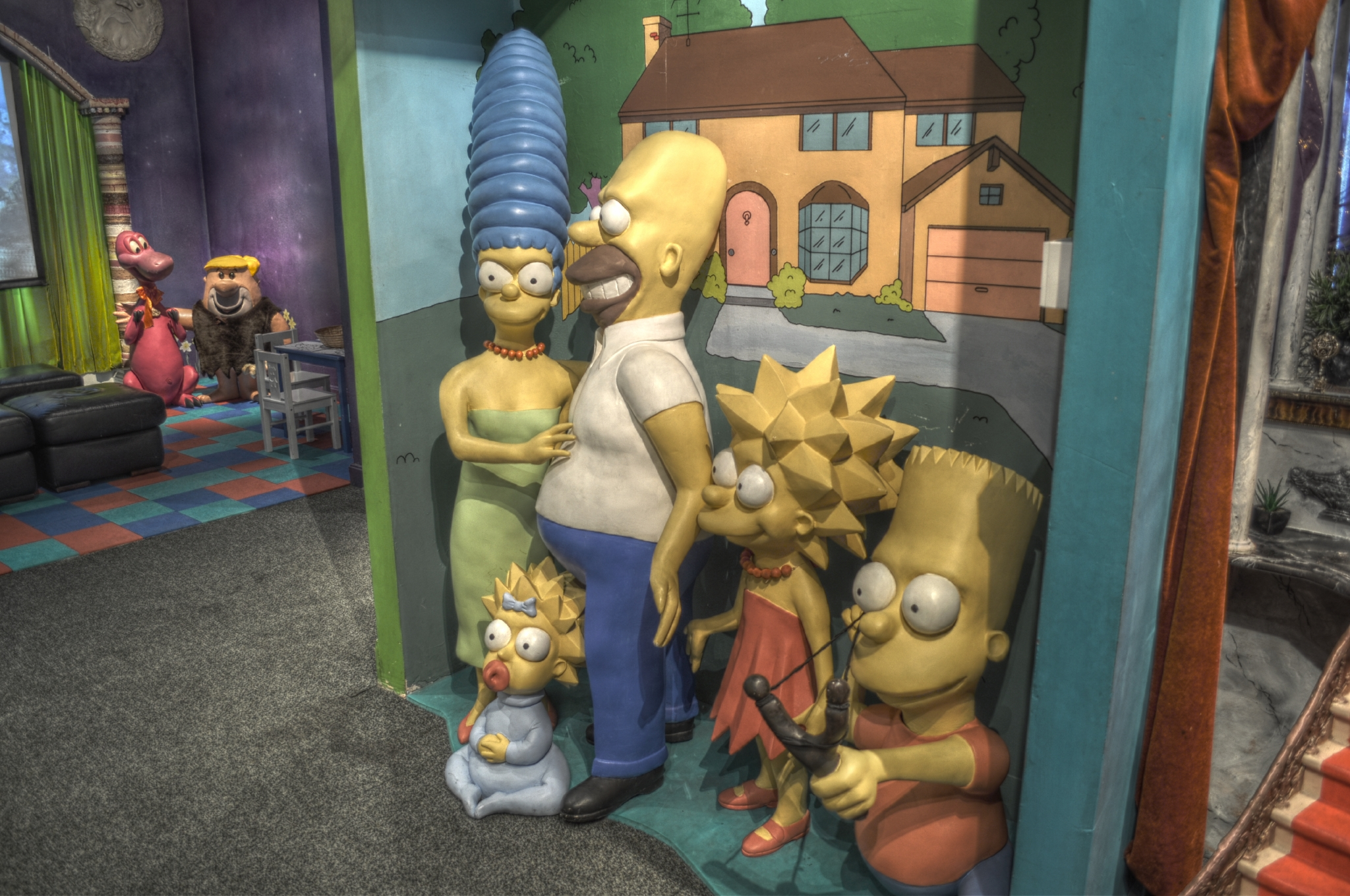
Rodzina Simpsonów.

Rodzina Simpsonów – fikcyjna rodzina z serialu animowanego Simpsonowie.

## Główni członkowie rodziny
- Homer – ojciec
- Marge – matka
- Bart – najstarszy syn
- Lisa – pierwsza córka
- Maggie – najmłodsza córka

## Bliska rodzina

### Abraham Simpson
Abraham „Abe” „Dziadek” J. Simpson – fikcyjna postać występująca w serialu animowanym o rodzinie Simpsonów.
Dziadek Abe jest ojcem Homera i dziadkiem dla Barta, Lisy oraz Maggie. Abe na co dzień mieszka w domu starców w Springfield zwanym „Zamkiem spokojnej starości”. Jak mówi w odcinku Million Dollar Abie, ma 83 lata. Ma też dwoje nieślubnych dzieci: córkę Abbie z Brytyjką o imieniu Edwina oraz syna Herberta Powella.
Zapewne jest synem emigranta. Według pierwszego odcinka, gdzie jest mowa o pochodzeniu rodziny Simpsonów (S07E23), przybył jako mały chłopiec do USA na statku i przez pewien czas mieszkał w Statui Wolności. Nie podano jednak z jakiego kraju emigrowała jego rodzina. W dalszych seriach całkowicie zmieniono pochodzenie rodziny. Okazało się, że Simpsonowie są potomkami zbiegłego niewolnika i żony jednego z Simpsonów, która po odejściu od męża zachowała samo nazwisko. Potomkowie tych dwojga przybyli w pewnym momencie do USA z Kanady.
Abe ma wyraźną demencję starczą. Często nie wie, co się wokół niego dzieje ani w jakich czasach żyje. Uwielbia opowiadać historie ze swojego życia, choć nikt nie chce ich słuchać. W jednym z odcinków wspomnienia Abe’a spisuje redaktor poczytnej gazety publikując je w formie felietonów. Planował on wydać książkę ze wspomnieniami ojca Homera, a w celu lepszej sprzedaży planował uśmiercić Abe’a. Z opresji uratował staruszka Homer.
Abe samotnie wychowywał Homera, odkąd jego żona, hipisowska aktywistka, opuściła męża i syna. Starał się stworzyć Homerowi jak najlepszy dom, jednak syn już jako dziecko go terroryzował (dusił go w taki sposób, jak później Barta). W jednym z odcinków Homer miał odkryć swojego biologicznego ojca, który w przeciwieństwie do Abe’a był człowiekiem sukcesu. Abe z miłości do syna podmienił probówki z materiałem genetycznym. Ostatecznie okazało się, że Abe jest biologicznym ojcem Homera.
Abe walczył w II wojnie światowej. Jak się okazało, uczestniczył jako mały chłopiec także w I wojnie światowej. Miał za duży mundur i dowódcy musieli odnosić go do łóżka (odcinek s14e07 Niezwykła Edna - Special Edna).
W amerykańskiej wersji serialu głosu dziadkowi udziela aktor Dan Castellaneta.

### Mona Simpson
Penelope Olson Simpson – postać występująca w serialu animowanym o rodzinie Simpsonów. Głosu użycza jej Glenn Close.
Mona Simpson jest żoną Abe’a i matką Homera.
W odcinku [07x08] – Mona Simpson – spotyka się z Homerem po 27-letniej rozłące. Po zniknięciu Mony jego ojciec Abe wmówił synowi, że jego matka umarła, podczas gdy on był w kinie. To nie była prawda. Matka Homera uciekła, ponieważ miała poważne kłopoty. Powodem tej rozłąki była akcja, w jakiej brała udział.
Burns wybudował „Laboratorium biologicznych zarazków”. Mona przyłączyła się do organizacji, która miała zamiar zniszczyć produkowane w laboratorium zarazki chorobotwórcze. Niestety Burns rozpoznał ją podczas tej niszczycielskiej akcji i od tamtego czasu Mona musiała chronić się przed prawem. 8 sezonów później w odcinku [15x02] – My Mother the Carjacker – Mona zaryzykowała powrót do rodziny. Zostawiła wskazówki Homerowi w gazecie, jak do niej dotrzeć. Napisała synowi, aby spotkał się z nią. Niestety policja złapała Monę, gdy wraz z Homerem i Bartem (wnukiem) próbowali ją ukryć. W sądzie miała szczęście, gdyż sędzia był miękki. Matka została uznana niewinną. Podstępny Burns chciał za wszelką cenę zamknąć w więzieniu Monę za używanie fałszywych nazwisk podczas wejść do parków narodowych w USA. Ale sprytna Mona uciekła z autobusu więziennego.
Biedna Mona Simpson nadal ucieka przed policją.
Jest miłą, sprytną, ciepłą babcią oraz doskonałą matką dla Homera, świetnie dogaduje się z Lisą (wnuczką). Mona to przykład fajnej babci, która wiele przeżyła i wiele potrafi zrobić. Umiera w S19E19, jednak nawet po śmierci walczy z zanieczyszczeniem środowiska i rządami korporacji. Jej prochy, które Homer wrzuca do krateru wulkanu, udaremniają wystrzelenie rakiety. W odcinku tym znajdują się odniesienia do filmów z Jamesem Bondem (Homer ratuje świat używając nowoczesnych urządzeń rodem z filmów o brytyjskim superagencie). Później pojawiła się jeszcze w śnie Kiedy Homer i jego rodzina uczestniczyła eksperymencie sennym Profesora Frinka.

### Patty i Selma Bouvier
Starsze siostry Marge, bliźniaczki, nienawidzą Homera (a on ich) i ciągle starają się, żeby Marge odeszła od niego. Nałogowe palaczki i miłośniczki MacGyvera. Selma wyszła za mąż oraz rozwiodła się z Pomocnikiem Bobem, który próbował ją zamordować. Selma była 6-krotnie zamężna (gdy była „zamężna” z Grubym Tonym przyznała się, że nie cierpi Homera, dlatego że zazdrościła, że jej młodsza siostra wyszła za mąż, od tego czasu „trochę” lubi Homera), ma swoje zwierzątko Jub-Jub (bardzo często jest rozpieszczany przez swoją właścicielkę, która traktuje go jak własnego syna. Jub-jub jest bardzo zżyty ze swoją opiekunką) i adoptowaną córkę Ling. Patty jest lesbijką. Mają po 41 lat.
- Ling Bouvier – córka Selmy, adoptowana z Chin. By adoptować dziewczynkę, Selma musiała udowodnić, że ma męża. Za namową Marge Homer zgodził się odgrywać przed chińskimi urzędnikami rolę męża Selmy. Prawda wyszła na jaw, jednak ze względu na uczucie, jakie zrodziło się pomiędzy Ling a Selmą chińska urzędniczka pozwoliła na adopcję dziewczynki przez niezamężną kobietę.

### Clancy i Jackie
- Clancy Bouvier, ojciec Marge, Selmy i Patty. Dziadek Barta, Lisy i Maggie oraz przybrany dziadek Ling. Nałogowy palacz. Rzadko pojawia się w serialu. Był jednym z pierwszych stewardów. Nie żyje. Prawdopodobnie pochodzi z Francji.
- Jacqueline „Jackie” Bouvier, matka Marge, Selmy i Patty. Babcia Barta, Lisy i Maggie oraz przybrana babcia Ling. Rzadko pojawia się w serialu. Wdowa po Clancym. Była dziewczyną Abe’a Simpsona. Często na przyjęciach u Simpsonów rozmawia z Abe'em (prawdopodobnie jest w nim nadal zakochana). Miała siostrę Gladys która zmarła.Ma wiele wspólnych cech ze swoimi córkami. Dla przykładu, gdy była mała miała niebieskie włosy upięte w wysoki kok, dokładnie tak samo jak Marge. W kwestii charakteru bardziej przypomina Patty i Selmę, które tak jak ona mają pesymistyczne oraz krytyczne podejście do życia. W przeciwieństwie do swoich starszy córek akceptuje małżeństwo.

## Pozostali krewni i spowinowaceni
- Herbert „Herb” Powell, przyrodni brat Homera, milioner, producent aut.
- Abbie Simpson, siostra Homera, Angielka, mają wspólnego ojca.
- Gladys Bouvier, nieżyjąca już ciotka Marge.
- Amber, żona Homera z Las Vegas. Umiera w odcinku Jazzy i kociaki.
- Maggie Junior, córka Maggie (występuje w jednym odcinku umieszczonym w przyszłości).Maggie rodzi ją dzień przed Bożym Narodzeniem.
- Wujek Artur, rzadko wspominany wujek Barta, który pewnego nudnego grudniowego ranka wprowadza w życie swoją ideologię: „Wystrzelać ich wszystkich i niech Bóg wybierze swoich”. Potrzeba było 75 szeryfów, aby go uspokoić.
- Wujek Hubert, krewny Simpsonów, uczestniczyli w jego pogrzebie w przerywniku programu Tracey Ullman Show pt. The Funeral (Pogrzeb).
- Wujek Tyrone, stary i żałosny wujek Homera mieszkający w Dayton w Ohio.
- Wujek Stu, wujek Marge, z którym dzieliła ona swój pamiętnik. Prawdopodobnie już nie żyje. W jednym odcinku Marge idzie zidentyfikować ciało, lecz leżał tam przypadkowo zamknięty żywy Hans Moleman.
- Jedna z babci Marge ma problem z alkoholem, jak ustalono w odcinku Homer's Phobia.
- Frank, kuzyn Homera. Zmienił płeć i stał się Francine, dołączył do sekty, obecnie znany jako matka Shabooboo.
- Ciocia Hortense, ciotka jednego z rodziców Marge, nie żyje.
- Wujek Cyrus, starszy brat Abrahama Simpsona. Cyrus rozbił się swoim myśliwcem na Tahiti w czasie II wojny światowej. Ma 15 żon.
- „Wieśniaccy kuzyni”, są spokrewnieni z Simpsonami, ponieważ ich pies jest bratem Pomocnika Świętego Mikołaja.
- Kang, pozaziemski „ojciec” Maggie w odcinku Straszny domek na drzewie IX (jedynie w tym odcinku specjalnym).
- Hugo, syjamski bliźniak Barta (pojawia się w odcinku Straszny domek na drzewie VII).
- Wujek Boris, zmarły krewny rodziny Simpsonów, który w testamencie zapisał im swój dom, który przypuszczalnie jest nawiedzony.
- Wujek Chet, właściciel firmy handlującej krewetkami.
- Kuzyn Stanley, strzela do ptaków na lotnisku, najprawdopodobniej na zlecenie zarządu lotniska.
- Doktor Simpson, pani ordynator Chirurgii Skomplikowanej w Klinice Inwazyjnej Opieki Zdrowotnej.
- Inni krewni. Wszyscy Simpsonowie płci męskiej to nieudacznicy przypominający Homera. Z kolei kobiety są inteligentne i odnoszą sukcesy.

## Zwierzęta

### Mały Pomocnik Świętego Mikołaja
Pies Simpsonów (ang. Santa's Little Helper) rasy greyhound. Wyjątkowo strachliwy. Został członkiem rodziny w pierwszym odcinku; Homer zabiera psa do domu, po tym jak jego poprzedni właściciel wyrzuca go po przegranych psich wyścigach. W odcinku Halloweenowym kiedy w domku na drzewie Barta wybucha pożar, Pomocnik ucieka zostawiając Homera na pastwę płomieni. Simpsona ratuje Śnieżynka. Homer przed kamerami telewizyjnymi krzyczy, że nie ma już psa. Wszystko zmienia się, kiedy Pomocnik staje się twarzą kampanii reklamowej piwa Duff. Jednak słowa Homera wykorzystuje poprzedni właściciel, który porzucił psa. Odbiera pupila Simpsonów i eksploatuje go do granic możliwości we wszelkich programach telewizyjnych. Kariera Pomocnika kończy się, kiedy na skutek spisku Simpsonów pies kolejny raz zostawia Homera w niebezpieczeństwie (atakuje go rekin), ale tym razem przed kamerami telewizyjnymi. Producent piwa zastępuje Pomocnika rekinem, a pies wraca do Simpsonów.

### Śnieżynka
Kotka Simpsonów (ang. Snowball) – ma czarną sierść, jest ulubienicą Lisy, dzieli legowisko z Pomocnikiem Św. Mikołaja. Pojawia się w prawie każdym odcinku, ale tylko przez krótką chwilę. Zazwyczaj największą rolę odgrywa w serii odcinków „Straszny Domek na drzewie”.

### Inne zwierzęta
Inne zwierzęta, które kiedykolwiek posiadali Simpsonowie:
- Pinchy – homar – wystąpił w odcinku Prymuska Lisa.
- Laddie – pies – w odcinku Psi bunt
- Mojo – małpa – w odcinku Wydanie dziewczęce.
- Duncan – koń – w odcinku Saddlesore Galactica
- Księżniczka – kucyk – w odcinku Lisa's Pony
- Tuptuś – słoń – w odcinku Bart dostaje słonia
- Chirpy Boy i Bart Jr., jaszczurki zjadające ptaki w odcinku Mateczka Bart
- 25 szczeniąt Pomocnika Świętego Mikołaja
- She's the Fastest – matka 25 szczeniąt
- Strangles – wąż
- Chrum lub „Spider-Chrum” lub „Harry Pierdek” w filmie Simpsonowie: Wersja kinowa
- Skorpiony - w odcinku o wycieczce do parku krajobrazowego

## Odniesienia w nauce
W 2003 roku na cześć rodziny nazwano nowy gatunek owada z rodziny męczelkowatych Alphomelon simpsonorum.